# كأس منطقة القاهرة 1952
كأس منطقة القاهرة 1952 أو كأس الدرجة الثانية لأندية القاهرة 1952 هي بطولة لأندية القاهرة التي تلعب في الدرجة الثانية، فاز بها نادي فاروق (نادي الزمالك حاليًا)، وحصل على المركز الثاني نادي السكة الحديد.

## المباريات

### النهائي
| 18 مايو 1952 | الزمالك | 4 : 1 | السكة الحديد | ملعب نادي الترسانة بالزمالك |
| 15:45        |         |       |              | الحكم: مصطفى كامل منصور     |